# Tomanowe Stawki

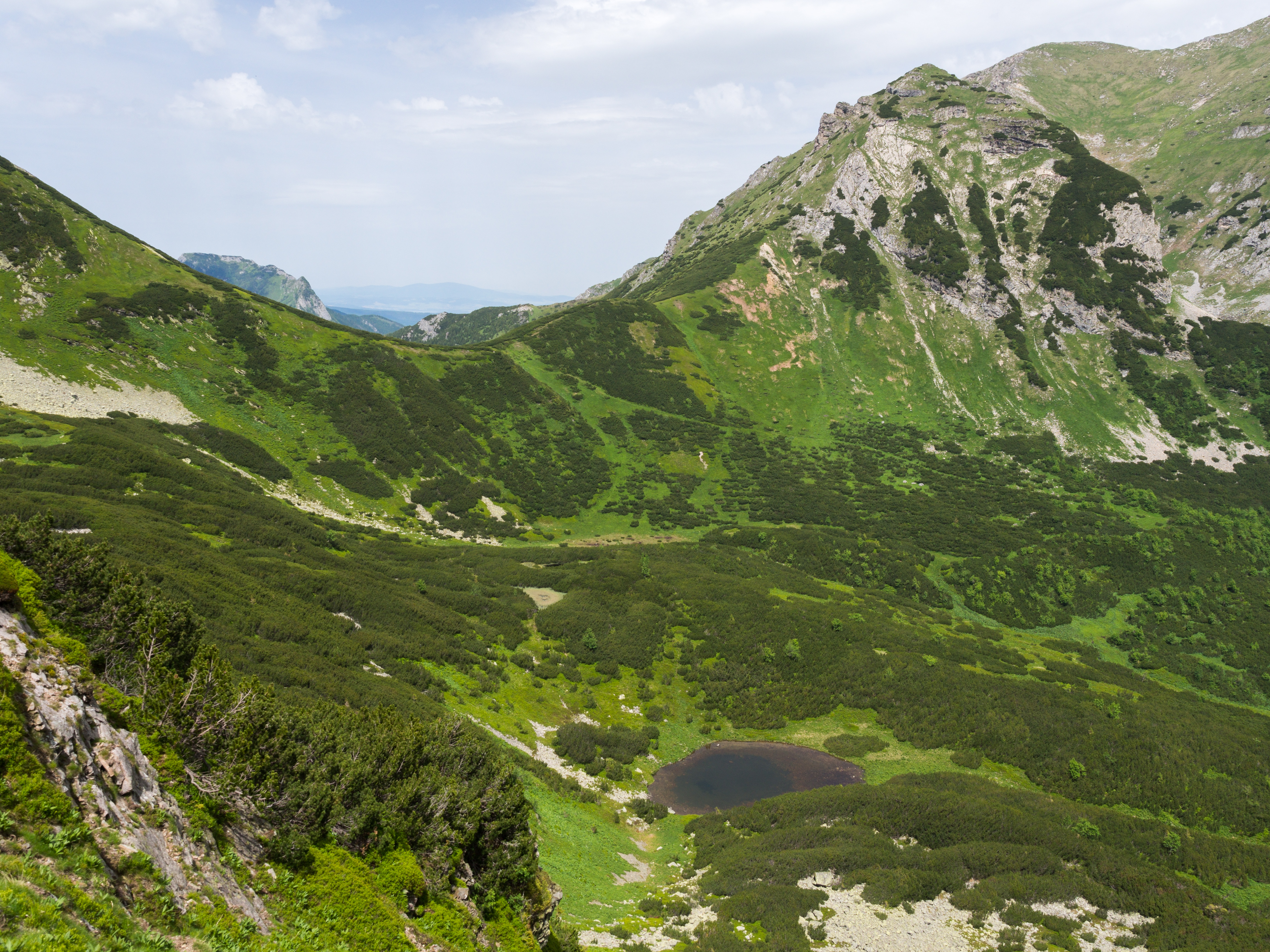
Tomanowe Stawki i Tomanowa Przełęcz

Tomanowe Stawki (słow. Tomanovské plesá, Tomanove plesá, Tomanove plieska) – trzy niewielkie i płytkie stawki znajdujące się pod Tomanową Przełęczą w górnej części Doliny Tomanowej Liptowskiej w słowackich Tatrach Zachodnich. Są to:
- Mały Tomanowy Stawek (Malé Tomanovské pleso) – najwyżej z wszystkich położony (1617 m n.p.m.). Ma rozmiar 36 × 18 m i powierzchnię 0,03 ha,
- Wyżni Tomanowy Stawek (Vyšné Tomanovské pleso) – największy z nich. Położony jest na wysokości 1597 m, ma rozmiar 62 × 41 m i powierzchnię 0,19 ha. Jego głębokość wynosi 1 m.
- Niżni Tomanowy Stawek (Nižné Tomanovské pleso) – najniżej położony (1592 m). Ma rozmiar 40 × 29 m i powierzchnię 0,09 ha.

Ze stawków tych wypływają niewielkie cieki zasilające Tomanowy Potok Liptowski. Oprócz nich w okolicy znajduje się jeszcze kilka okresowych oczek wodnych. Dawniej Tomanowe Stawki nazywane były też Przybylińskimi Stawkami (od miejscowości Przybylina). Badał je w latach 1932–1934 polski naukowiec Jerzy Młodziejowski.